# Rejon turczański
Rejon turczański (ukr. Турківський_район) – dawna jednostka administracyjna Ukrainy, a wcześniej także Ukraińskiej Socjalistycznej Republiki Radzieckiej w Związku Socjalistycznych Republik Radzieckich, funkcjonująca w latach 1940–1941 i 1944–2020. Należał do obwodu drohobyckiego do 1959 roku, a po jego zniesieniu do obwodu lwowskiego. W 2020 wszedł w skład nowego rejonu samborskiego. Siedzibą rejonu była Turka.
Terytorium rejonu leżało na obszarze Gór Sanocko-Turczańskich i Bieszczadów Wschodnich z ich najwyższym szczytem Pikujem. Najważniejsze rzeki to Dniestr, San i Stryj. Sąsiadował z rejonami starosamborskim (od północy), drohobyckim (od północnego wschodu) i skolskim (od wschodu). Poza obwodem lwowskim sąsiadował z rejonami wielkoberezneńskim i wołowieckim obwodu zakarpackiego, a także z powiatem bieszczadzkim polskiego województwa podkarpackiego.
Według spisu powszechnego z roku 2001 żyło w rejonie 54 900 ludzi, w tym Rosjan 100 (0,18%) i tyle samo Polaków (0,18%).

## Historia
Rejon turczański został utworzony 17 stycznia 1940 na podstawie dekretu Prezydium Rady Najwyższej USRR o podziale na rejony zachodnich obwodów USRR, kiedy to w obwodzie drohobyckim utworzono 30 rejonów, między innymi turczański. Rejon objął następujące obszary, należące przed wojną do powiatu turczańskiego oraz fragmentarnie drohobyckiego (Łastówki) w województwie lwowskim:
- miasto Turka;
- całą zniesioną gminę Turka;
- całą zniesioną gminę Jasionka Masiowa;
- południową część zniesionej gminy Łomna (gromady Bereżek, Boberka, Chaszczów, Dniestrzyk Dębowy, Łomna i Żukotyn);
- południową część zniesionej  gminy Rozłucz (gromady Rozłucz i Wołosianka Mała);
- prawobrzeżną część przedzielonej granicą Tarnawa Niżna[3]:
  - w całości gromadę Szandrowiec,
  - północno-wschodnią krawędź gromady Dydiowa (z główną wsią na prawym brzegu Sanu),
  - północno-wschodnią krawędź gromady Łokieć (z główną wsią na prawym brzegu Sanu),
  - północno-wschodnią krawędź gromady Dźwiniacz Górny (bez głównej wsi na lewym brzegu Sanu),
  - północno-wschodnią krawędź gromady Tarnawa Niżna (z główną wsią na prawym brzegu Sanu),
  - północno-wschodnią krawędź gromady Tarnawa Wyżna (z połową głównej wsi po obu brzegach Sanu),
  - północno-wschodnią krawędź gromady Sokoliki (z główną wsią na prawym brzegu Sanu);
- fragment zniesionej gminy Kropiwnik Nowy (gromada Łastówki).

Rejon turczański przestał istnieć wraz z wybuchem wojny niemiecko-radzieckiej 22 czerwca 1941. Jego tereny weszły w skład Landkreis Drohobycz dystryktu galicyjskiego Generalnego Gubernatorstwa. Przedzielona dotychczas granicą okupacyjną gmina Tarnawa Niżna powróciła do oryginalnych granic.
Rejon został odtworzony 31 lipca 1944, po zajęciu tych terenów przez Armię Czerwoną.
W marcu 1945, w wyniku wytyczenia granicy między ZSRR a Polską, granicę przeprowadzono na Sanie, przez co żadna część rejonu turczańskiego nie została włączona do Polski, a przecięcie sześciu gromad wzdłuż górnego Sanu zostało utrwalone na zawsze.
W 1951 roku, na skutek przecięcia nową granicą naturalnych ciągów komunikacyjnych w rejonie przygranicznym, wiejską radę Łopuszanka wyłączono z rejonu strzyłeckiego i włączono do rejonu turczańskiego. Jedyne połączenie drogowe Łopuszanki ze Strzyłkami szło przez Michniowiec, który odpadł od Polski, przez co zostało tylko południowe połączenie z Chaszczowem w rejonie turczańskim).
21 maja 1959, w wyniku zniesienia obwodu drohobyckiego, rejon turczański włączono do obwodu lwowskiego.
23 września 1959 do powiatu turczańskiego włączono zniesiony rejon boryński.
W związku z reformą administracyjną kraju w 2020 roku rejon turczański zniesiono, a jego obszar włączono do rejonu samborskiego.

## Spis miejscowości
- Bachnowate (Багнувате)
- Beniowa (Беньова)
- Bereżek (Бережок)
- Boberka (Боберка)
- Borynia (Бориня)
- Bukowinka (Буковинка)
- Butelka Niżna (Нижнє)
- Butelka Wyżna (Верхнє)
- Butla (Бітля)
- Chaszczów (Хащів)
- Dniestrzyk Dębowy (Дністрик-Дубовий)
- Hołowsko (Головське)
- Husne Niżne (Нижнє Гусне)
- Husne Wyżne (Верхнє Гусне)
- Ilnik (Ільник)
- Isaje (Ісаї)
- Iwaszkowce (Івашківці)
- Jabłonka Niżna (Нижня Яблунька)
- Jabłonka Wyżna (Верхня Яблунька)
- Jabłonów (Яблунів)
- Jasionka Masiowa (Ясениця)
- Jasionka Steciowa (Ясенка-Стецьова)
- Jawora (Явора)
- Jaworów (Яворів)
- Karpackie (Hnyła) (Карпатське)
- Komarniki (Комарники)
- Kondratów (Кіндратів)
- Korytyszcze (Коритище)
- Krasne (Красне)
- Kręciata (Кринтята)
- Krywka (Кривка)
- Libuchora (Либохора)
- Liktów (Ліктів)
- Łastówki (Ластівка)
- Łomna (Лімна)
- Łopuszanka Lechniowa (Лопушанка)
- Łosiniec (Лосинець)
- Matków (Матків)
- Mielniczne (Мельничне)
- Mochnate (Мохнате)
- Mołdawsko (Межигір'я)
- Przysłup (Присліп)
- Radycz (Радич)
- Ropawsko (Ропавське)
- Rozłucz (Розлуч)
- Ryków (Риків)
- Sianki (Сянки)
- Stodółka (Стоділка)
- Stokowiec (Штуковець)
- Syhłowate (Сигловате)
- Szandrowiec (Шандровець)
- Szumiacz (Шум'яч)
- Świdnik (Свидник)
- Tureczki Niżne (Нижній Турів)
- Tureczki Wyżne (Верхній Турів)
- Turka (Турка)
- Wołcze (Вовче)
- Wołosianka Mała (Мала Волосянка)
- Wysocko Niżne (Нижнє Висоцьке)
- Wysocko Wyżne (Верхнє Висоцьке)
- Zakiczera (Закичера)
- Zakopce (Закіпці)
- Zarzecze (Заріччя)
- Zawadówka (Завадівка)
- Zubrzyca (Зубриця)
- Zworzec (Зворець)
- Żukotyn (Жукотин)